# 楔叶葎
楔叶葎（学名：Galium asperifolium）为茜草科拉拉藤属下的一个种。

## 扩展阅读
- 維基物種上的相關：楔叶葎